# Запис храст код Жира (Јагодина)
Запис храст код Жира (Јагодина) се налази на парцели чији је власник Грађевинско предузеће "Биро-Инжењеринг".

## Локација
| Општина             | Јагодина                                                         |
| Катастарска општина | Јагодина                                                         |
| Потес               | Вука Караџића                                                    |
| Координате          | 43° 58′ 44″ С; 21° 15′ 33″ И / 43.978999999999999° С; 21.2592° И |
| Надморска висина    | 117m                                                             |

## Карактеристике
Дендрометријске вредности утврђене на терену и сателитским снимцима:
| Стабло                     | Храст |
| Висина стабла              | m     |
| Обим дебла                 | m     |
| Пречник крошње             | 28m   |
| Пречник дебла              | m     |
| Висина дебла до прве гране | m     |

## База записа
Запис је у оквиру Викимедија пројекта "Запис - Свето дрво" заведен под редним бројем 0544.